# 梣球针壳
梣球针壳（学名：Phyllactinia fraxini）是属于白粉菌目白粉菌科球针壳属的一种真菌，寄生在梣属植物上。该种分布于中国、日本、丹麦、匈牙利、美国、哥伦比亚、挪威、奥地利、意大利、瑞典等地。